# Little Tot
Little Tot è un singolo della cantautrice svedese Dotter, pubblicato il 27 febbraio 2021 su etichetta discografica Warner Music Sweden.

## Descrizione
Il brano è stato scritto e composto dalla stessa interprete con Dino Medanhodzic, che ne è anche il produttore. Il testo presenta un messaggio rivolto ai giovani richiamati nel titolo. Nel ritornello infatti l'interprete invita i più giovani a non cedere al proprio ego al fine di non ripetere gli errori commessi dagli adulti.
La canzone, presentata il 13 febbraio 2021 durante la seconda semifinale del Melodifestivalen 2021, è stata pubblicata come singolo il 27 febbraio 2021, in concomitanza con gran parte degli altri brani partecipanti all'evento, sulle piattaforme di download digitale e streaming. Essendo risultata fra i due più votati dal pubblico tra i sette partecipanti alla sua semifinale, Dotter ha avuto accesso diretto alla finale del 13 marzo. Qui si è piazzata 4ª su 12 partecipanti con 105 punti totalizzati, di cui 57 provenienti dalle giurie internazionali e 48 risultanti dal televoto.

## Tracce
Testi e musiche di Dotter e Dino Medanhodzic.
1. Little Tot – 2:52

## Classifiche
| Classifica (2021) | Posizione massima |
| ----------------- | ----------------- |
| Svezia            | 6                 |